# Alminahalvøen
Alminahalvøen er en halvø, der udgør en stor del af det østlige af den spanske by Ceuta i Nordafrika. Halvøen er domineret af bjerget Monte Hacho, og på den ligger Ceutas østligste punkt Punta Almina. Den er forbundet med det øvrige Ceuta ved en tange, der blot er 100 m bred. 
Ud for nordkysten af Alminahalvøen ligger den lille ø Isla de Santa Catalina. 
35°54′25.56″N 5°17′20.15″V / 35.9071000°N 5.2889306°V